# Erik Almgren
Pour les articles homonymes, voir Almgren.
Erik Almgren (né le 23 janvier 1908 à Stockholm et mort le 23 août 1989 dans la même ville) est un joueur puis par la suite entraîneur de football suédois.

## Carrière

### Joueur
Il commence sa carrière en 1933 chez les jeunes de l'Essinge IK.
En 1934, il débarque en senior à l'AIK Solna, club où il reste toute sa carrière jusqu'en 1943.
Entre 1937 et 1938, il est international suédois pendant 13 matchs et participe notamment à la coupe du monde 1938 en France.

### Entraîneur
Il entraîne ensuite son ancien club de l'AIK une année juste après sa retraite entre 1943 et 1944.
Il part ensuite du côté de la Finlande pour entraîner le club du HIFK en 1945.
Il rentre ensuite au pays et prend les rênes en 1948 de l'Åtvidabergs FF.

## Palmarès

### Joueur
- Allsvenskan : 1

AIK : 1936-1937